# ランナー・ランナー
ランナー・ランナー (Runner Runner) とは、アメリカ合衆国, カリフォルニア州にて結成されたポップ・ロックバンドである。2007年にEP『Your Greatest Hits』でデビュー。その後、メジャーレーベルのキャピトル・レコードと契約を結び、アルバム『Runner Runner』をリリースし、全米ビルボードトップ・ヒートシーカーズチャートにて初登場3位を記録した。元々は、パンク・ロック・バンド"Over It"のサイドプロジェクトとして始まったものだが、それらの楽曲よりポップな物が多いのが特徴である。

## 現在のメンバー
- ライアン・オグレン (Ryan Ogren) - ヴォーカル

音楽プロデューサーとしても活動している。
Over Itでは、ギターを担当している。
- ピーター・マンターズ (Peter Munters) - ギター

Over Itでは、ヴォーカルを担当。
- ニック・ベイリー (Nick Bailey) - ギター
- ジョン・ベリー (Jon Berry) - ベース
- ジェームス・ユーリッチ (James Ulrich) - ドラムス

## ディスコグラフィー

### アルバム
| 発売日        | タイトル      | 販売レーベル  | 全米アルバムチャート最高位 |
| 2011年2月15日 | Runner Runner | Capitol / EMI | 185位 (Heatseekers 3位)    |